# Denkmal der Opfer des Faschismus (Krakau)

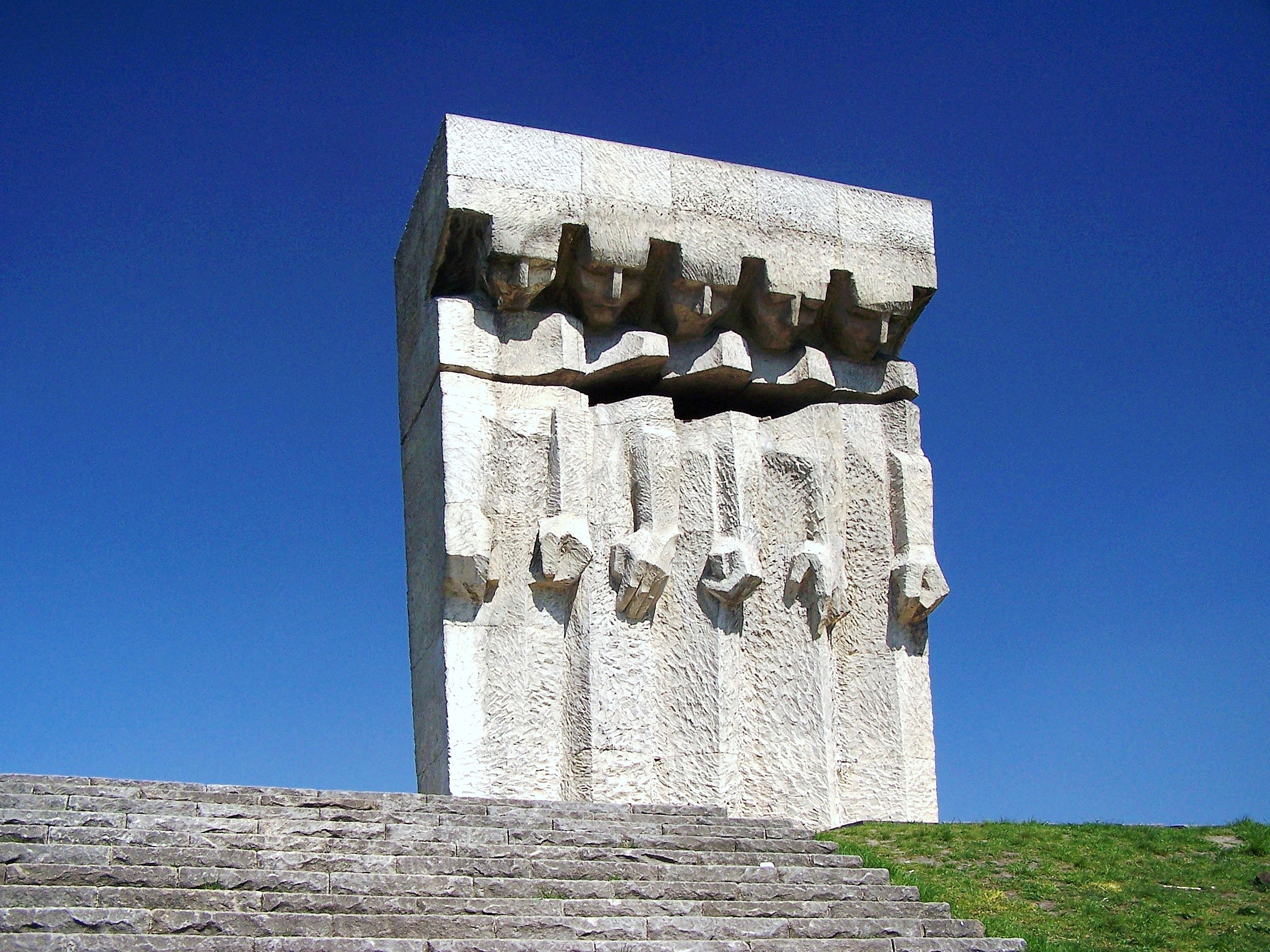
Denkmal der Opfer des Faschismus, 2007

Das Denkmal der Opfer des Faschismus (Pomnik Ofiar Faszyzmu) befindet sich seit 1964 auf dem Gelände des ehemaligen KZ Plaszow in Krakau und erinnert an die dort Ermordeten.

## Geschichte
Das Denkmal wurde nach dem Zweiten Weltkrieg von Witold Cęckiewicz und Ryszard Szczypiński im Stil des Realsozialismus geschaffen. Es stellt fünf Personen in einer Reihe mit unter der Last eines Steinblocks gesenkten Köpfen dar. Es steht auf einem Erdwall des ehemaligen österreichisch-ungarischen Forts FS-22 der Festung Krakau. Hier wurden während der Zeit des KZ Plaszow Massenerschießungen vorgenommen. Es gibt drei Gedenktafeln die der jüdischen und polnischen Opfern des KZ Plaszow gedenken.